# おはよう沖縄
『おはよう沖縄』（おはようおきなわ）は、NHK沖縄放送局で放送されている朝の『NHKニュースおはよう日本』のローカルニュース番組である。
同番組の沖縄県ローカルパートで、正式タイトルは『NHK NEWS おはよう沖縄』。

## 内容
- 沖縄県のニュース、リポート など

## 放送時間
- 月曜日 - 金曜日 7:45 - 8:00（JST）
  - 沖縄ローカルのパートは7:55まで、7:55以降は福岡放送局から『おはよう九州沖縄 気象情報』をネット受けしている。但し、旧盆は番組休止となり『おはよう九州沖縄』が臨時フルネットとなる[1][2]。
  - 祝日・年末年始は休止し、6:55 - 7:00・7:25 - 7:30（年末年始は7:15 - 7:20）に「ニュース・気象情報（九州沖縄）」を放送。

## キャスター
2025年度（隔週交代）
- 神元七海（NHK沖縄放送局契約キャスター）
- 新崎可南子（NHK沖縄放送局契約キャスター）